# Aphyosemion fulgens
Aphyosemion fulgens är en fiskart som beskrevs av Radda, 1975. Aphyosemion fulgens ingår i släktet Aphyosemion och familjen Nothobranchiidae. IUCN kategoriserar arten globalt som starkt hotad. Inga underarter finns listade i Catalogue of Life.